# Markýz John
Markýz John je pražská hudební skupina z období přelomu 60. a 70. let.

## Historie
V roce 1967 ji založil rockový hudebník a skladatel Jan Vršecký, hráč na klávesové nástroje. Sestavu tehdy dále tvořili: Vladimír Klenka (baskytara), Jiří Šohájek (zpěv), Milan Koudelka (kytara) a Pavel Hlavatý (bicí). V roce 1972 tady jednu sezónu hostoval i zpěvák Jindra Vobořil. Poslední zakládající člen, Jan Vršecký, skupinu opustil v roce 1987, po 20 letech účinkování. V roce 1978 přišel do skupiny Vladimír Růžek (sólová kytara, zpěv), který vystřídal odcházejícího Františka Kotvu a ve skupině jako kapelník působí dodnes (2020).
Výrazným mezníkem historie skupiny se stal rok 1979. Jako zpěvák přišel Jan Prachař, který vystřídal Pavla Rotha a na dlouhých 10 let vtiskl tomuto souboru punc originality tehdy prezentovaných skladeb. Kromě zpěvu se podílel na tvorbě tehdejšího Markýze Johna i autorsky (skladba „Čas milenek“). Dále je nutné připomenout zpívajícího zvukaře Jana Leše. V této době zněly na tancovačkách v podání kapely hity (coververze) jako např. „Sokol ze sokolovny“, „Chrámy skalní“ (zpíval Karel Váňa), „Rocker Pepa“ (Jan Leš), instrumentální písně „Duha“, skladba na motivy tvorby J. S. Bacha a další. V Československém rozhlase na stanici „Hvězda“ v programu START v té době soutěžila skladba s názvem „Sen“, jejímž autorem je Jan Vršecký a kterou nazpíval Karel Váňa, toho v roce 1985 vystřídal Pavel Sádlík ze skupiny Karamel.
Devadesátá léta 20. století zahájila skupina sestavou: Vláďa Růžek (kytara), Petr Krátký (baskytara), Emil Smatana (zpěv), Jozef Zvoníček (klávesy) a Jaroslav Šolc (bicí) a ta také nahrála své první CD Markýz John 1991. Po vydání kompaktního disku se sestava hodně obměnila a do roku 1992 si ke kytaře Láďa Růžek přibral i zpěv a stal se novým zpěvákem. Sestavu doplnili: Pavel Sádlík (baskytara), Aleš Zimolka (bicí) a Zdeněk Vlč (klávesy) a to už se začala sestava stabilizovat. V roce 1994 přišel Zdeněk Kaplan (baskytara), který zde působí dodnes, v roce 1997 při nahrávání CD Rozkaz generále odešel Marcel Hudec a za bicí usedl Viktor Barsa, který zde hraje doposud. Tedy stabilní sestava do roku 2001: Vláďa Růžek (kytara, zpěv), Zdeněk Vlč (klávesy), Zdeněk Kaplan (baskytara, zpěv) a Viktor Barsa (bicí). V roce 2001 odešel Zdeněk Vlč (Fabrica atomica, dnes Aleš Brichta band), kterého nahradil Jakub Růžek (klávesy), takže sestava: Vláďa Růžek (kytara, zpěv), Zdeněk Kaplan (baskytara, zpěv), Jakub Růžek (klávesy, zpěv) a Viktor Barsa (bicí) tvoří dnešní sestavu skupiny.V lednu 2025 odchazi Viktor Barsa (bici) a na jeho misto nastupuje Petr Honzl ex Princip Nimesis , Duckies a Loco Loco.

## Diskografie
Studiová alba
- Markýz John 1991 (Monitor, 1991)
- Rozkaz generále (1996)
- TOTO, no proto… (2003)
- Vrátit čas (2008)
- Na cestu se dej(2025)

Singly
- Bim bam/Doznívající smích (Panton, 1970)
- Vánoční/Kouzelná noc (Panton, 1970)
- Slzy (EP Panton, 1970)
- Paleta/Sacramento (Panton, 1972)
- Lesní muž/Ve stínu slovanské lípy (Supraphon, 1989)